# Morgan-Walls-Reaktion
Die Morgan-Walls-Reaktion ist eine Namensreaktion der organischen Chemie zur Synthese von Phenanthridin und Phenathridinderivaten. Sie geht auf die britischen Chemiker Gilbert Thomas Morgan und Leslie Percy Walls zurück. Diese entwickelten die Synthese 1931 zur Optimierung der Pictet-Hubert-Reaktion. Die Morgan-Walls-Reaktion beschreibt den intramolekularen Ringschluss eines N-Acyl-2-aminobiphenyls in Gegenwart von Phosphoroxychlorid.

## Übersichtsreaktion
Die folgende Reaktionsgleichung gibt eine Übersicht der Morgan-Walls-Reaktion. Es reagiert ein N-Acyl-2-aminobiphenyl mit Phosphoroxychlorid unter Ringschließung zu einem Phenantridinderivat. Dabei sind R1 und R2 organische Reste:
Die Morgan-Walls-Reaktion kann insbesondere zur Synthese von Phenanthridin eingesetzt werden:

## Reaktionsmechanismus
Im Folgenden soll anhand der Synthese von Phenanthridin gemäß der zweiten Übersichtsreaktionsgleichung ein möglicher Reaktionsmechanismus für die Morgan-Walls-Reaktion erläutert werden:
Zunächst wird die Ausgangsverbindung 1 an der Formylgruppe von dem Phosphoroxychlorid angegriffen, wobei HCl abgespalten wird. Danach kommt es zur Ringschließung unter Abspaltung von Phosphorodichloridat, so dass die Zwischenstufe 2 entsteht. Bei dieser Zwischenstufe ist das fett gedruckte Wasserstoffatom explizit eingezeichnet worden, um den nächsten Reaktionsschritt zu verdeutlichen. Dieses Wasserstoffatom wird schließlich als Proton abgespalten, so dass die Zwischenstufe 2 deprotoniert wird und das Endprodukt Phenanthridin entsteht.

## Pictet-Hubert-Reaktion
Die Pictet-Hubert-Reaktion ist eine weitere Namensreaktion der organischen Chemie, aus der die Morgan-Walls-Reaktion hervorging. Sie wurde 1896 von den Schweizer Chemikern Amé Pictet und A. Hubert entdeckt. Auch diese Reaktion dient der Synthese von Phenanthridinderivaten und unterscheidet sich im Wesentlichen durch den Einsatz von Zinkchlorid statt Phosphoroxychlorid von der Morgan-Walls-Reaktion.